# Hanna Aqvilin
Hanna Elisabeth Aqvilin (* 16. Mai 1987) ist eine schwedische Filmproduzentin, Filmregisseurin und Kamerafrau.

## Karriere
Aqvilin studierte Journalismus und Medienproduktion an der Linné-Universität, bevor sie 2015 nach London zog, um dort einen Master am London College of Communication abzuschließen. Danach arbeitete sie bis 2017 beim britischen Produktionsunternehmen „Archer’s Mark“, wo sie als Assistant Producer beschäftigt war. Sie lernte Shiori Itō 2017 kennen und beschloss, mit Ito einen Film über deren Vergewaltigung zu drehen, aus dem später Black Box Diaries wurde. Der Film lief bei verschiedenen Festivals und wurde vielfach nominiert; so auch bei der Oscarverleihung 2025 in der Kategorie Bester Dokumentarfilm.

## Filmografie (Auswahl)
- 2015: Cold Swim (Kurzfilm, Regie, Kamera)
- 2016: Last Dealers on Portobello Road (Kurzfilm, Regie, Kamera)
- 2017: Fay Presto: The Queen of Close Up (Kurzfilm, Regie, Kamera)
- 2022: Hold Your Breath: The Ice Dive (Produktion)
- 2024: Black Box Diaries (Produktion, Kamera)

## Auszeichnungen (Auswahl)
- 2017: Iris-Preis-Nominierung in der Kategorie Bester britischer Kurzfilm für Fay Presto: The Queen of Close Up
- 2018: NYC Downtown Short Film Festival in der Kategorie Bester Dokumentarfilm für Fay Presto: The Queen of Close Up
- 2024: IDA-Award-Nominierung in der Kategorie Bester Dokumentarfilm für Black Box Diaries
- 2025: BAFTA-Nominierung in der Kategorie Bester Dokumentarfilm für Black Box Diaries
- 2025: Oscar-Nominierung in der Kategorie Bester Dokumentarfilm für Black Box Diaries